# 群馬県立前橋女子高等学校
群馬県立前橋女子高等学校（ぐんまけんりつまえばしじょしこうとうがっこう）は、群馬県前橋市紅雲町二丁目にある公立女子高等学校。略称は『前女（まえじょ）』。

## 歴史
- 1910年（明治43年） - 前橋市立高等女学校として設立される[1]。
- 1912年（明治45年） - 群馬県立前橋高等女学校となる[2]。
- 1948年（昭和23年） - 学制改革により群馬県立前橋女子高等学校となる。

## 主な学校行事
- 4月 入学式・新入生歓迎会
- 6月 光慧祭（隔年実施）
- 7月 球技大会
- 8月 学習合宿（全学年）
- 10月 学校説明会・体育祭（隔年実施）
- 11月 修学旅行（2年生）
- 12月 予餞会
- 1月 百人一首大会（1年生）
- 3月 卒業式

## 部活動
| - 音楽部 - ESS部 - 演劇部 - ギター・マンドリン部 - JRCユネスコ部 - 書道部 - 美術部 - 歴史研究部 - 華道部 - 百人一首部 | - 写真部 - 新聞部 - 創芸部 - LRI部 - 茶道部 - 食物部 - 吹奏楽部 - 地学部 - 理科部 - 放送部 | - 空手道部 - 剣道部 - 新体操部 - ソフトテニス部 - サッカー部 - バスケットボール部 - ダンス部 - バレーボール部 - 山岳部 - 弓道部 - 水泳部 | - ソフトボール部 - 卓球部 - テニス部 - バドミントン部 - 陸上部 |

## 著名な出身者
- 中山恭子 - 政治家、大蔵・財務官僚（東京大学文学部卒）
- 高田敏江 - 女優
- たかの友梨 - エステティシャン、アンチエイジング美容研究家
- 中山庸子 - エッセイスト、イラストレーター
- 彩乃かなみ - 元宝塚歌劇団月組トップ娘役
- 田中真理子 - 元テレビ朝日アナウンサー
- 瀬谷ルミ子 - 日本紛争予防センター理事長、株式会社JCCP M取締役。
- 田中敦子 - 声優
- 松尾英里子 - 元日本テレビアナウンサー・現フリーアナウンサー（三桂所属）
- 藤原規衣 - 元岩手朝日テレビアナウンサー、現フリーアナウンサー
- 岡安弥生 - フリーアナウンサー
- 岩尾光代 - ジャーナリスト
- 早川茉希 - 元瀬戸内海放送・テレビ埼玉アナウンサー、現フリーアナウンサー
- 阿部智里 - 作家
- 浅井真理子 - 心理学者（東京大学薬学部卒）
- 小澤京子 - 美術史家（東京大学法学部卒）
- 篠崎和子 - 植物学者
- 坐間妙子 - 元北陸放送アナウンサー、現フリーアナウンサー
- 関口奈美 - 気象予報士、フリーアナウンサー
- 前島花音 - ニッポン放送アナウンサー
- 生形理菜 - ミュージカル女優
- 木村穂乃 - NHKアナウンサー
- 関口舞 - 株式会社プールサイド創業者
- 阿部由美子 - 芸能事務所社長、元タレント
- 青柳美保 - フリーアナウンサー、料理研究家
- 諸田広美 - メゾソプラノ歌手
- 戸丸華江 - アンサンブル・プラネタのリーダー
- minan - ヒップホップアイドルユニット・lyrical schoolのメンバー
- チョコアイカ - ショコラティエ
- 樺澤まどか - 吉本興業社員
- 武井亜樹